# Großer Preis von Belgien 1955
Der Große Preis von Belgien 1955 (offiziell XVII Grote Prijs Van Belgie) fand am 5. Juni auf dem Circuit de Spa-Francorchamps in Spa statt und war das vierte Rennen der Automobil-Weltmeisterschaft 1955.

## Bericht

### Hintergrund
Nach dem tödlichen Unfall vom ehemaligen zweifachen Weltmeister Alberto Ascari bei privaten Sportwagentestfahrten zog sich das Lancia-Team aufgrund finanzieller Probleme und Desinteresses des neuen Lancia-Eigentümers aus der Formel 1 zurück. Eugenio Castellotti, der im zweiten Saisonrennen in Monaco den zweiten Platz belegte, nahm trotzdem in einem privaten Lancia am Rennen teil. Mercedes und Ferrari gewannen vor diesem Grand Prix jeweils ein Rennen. Die Indianapolis 500 als drittes Saisonrennen wurden von allen europäischen Teams als Streichresultat wahrgenommen und sie blieben einer Teilnahme fern.
Das französische Gordini-Team nahm nicht am Rennen teil, sodass lediglich die vier Teams Ferrari, Mercedes, Maserati und Vanwall an den Start gingen, sowie Castellotti, Louis Rosier und Johnny Claes in privaten Wagen. Somit waren 13 Fahrer für das Rennen gemeldet.
In der Fahrerweltmeisterschaft führte Ferrari-Pilot Maurice Trintignant vor Mercedes-Fahrer Juan Manuel Fangio und Bob Sweikert, der außer am Indianapolis 500 an keinem weiteren Grand Prix teilnahm.
Für Giuseppe Farina war dies das letzte Rennen. Für zwei weitere Grand Prix war er gemeldet, nahm aber jeweils nicht am Rennen teil.

### Training
Das Training zum Großen Preis von Belgien 1955 dominierte Castellotti im Lancia und war mit einer Zeit von 4:18,1 eine halbe Sekunde schneller als der zweitplatzierte Fangio im Mercedes. Auf Position drei in der ersten Startreihe qualifizierte sich Fangios Teamkollege Stirling Moss im zweiten Mercedes, dahinter der Ferrari von Farina und der Maserati von Jean Behra. Mike Hawthorn im Vanwall startete von Platz neun ins Rennen, Monaco-Sieger Trintignant startete von einem zehnten Platz, nachdem er am Training nicht teilnahm und den auf Platz zehn qualifizierten Wagen von Harry Schell im Rennen fuhr.
Dies war die einzige Pole-Position in der Karriere von Castellotti und die letzte für einen Lancia D50.

### Rennen
Schell nahm nicht am Rennen teil, da er seinen Wagen Trintignant überlassen musste. Auch Claes gab bereits vor dem Rennen aufgrund von Motorproblemen an seinem privaten Maserati auf.
Fangio gewann das Startduell und sicherte sich die Führung, sein Teamkollege Moss konnte bereits in den ersten Rennrunden Castellotti überholen. Fangio und Moss kontrollierten von da an das Rennen und bauten kontinuierlich die Mercedes-Doppelführung auf die Konkurrenz aus. Der dritte Mercedes von Karl Kling duellierte sich mit Jean Behra und Paul Frère um  Position vier, als Behra sich in der dritten Runde in der La Source von der Strecke drehte und seinen Wagen schwer beschädigte. Behra blieb unverletzt und setzte das Rennen später im Maserati von Roberto Mieres fort.
In Runde acht fiel Hawthorn wegen eines Getriebeschadens aus, sodass Vanwall erneut keine Zieleinkunft gelang. Farina lieferte sich mit Castellotti ein Duell, was ihm jedoch viel Zeit kostete im Fernkampf mit Fangio und Moss. Farina kam erst an Castellotti vorbei, als dieser in Runde 16 mit einem Getriebeschaden das Rennen aufgab. Kling im dritten Mercedes folgte nur fünf Runden später, sein Wagen hatte ein Ölleck.
Dadurch war Farina auf Platz drei vorgekommen, hinter den beiden Mercedes, deren Vorsprung auf ihn aber zu groß war. Bis zur Zielankunft änderte sich an den Punkterängen nichts mehr, Mercedes gewann mit einem überlegenen Doppelsieg vor Farina im Ferrari. Lokalmatador Frère sicherte sich Platz vier, Behra fuhr im Wagen von Mieres noch Platz fünf ins Ziel. Trintignant verpasste die Punkteränge knapp.
Durch den Rennsieg errang Fangio die Führung in der Weltmeisterschaft zurück. Er erhielt für den Sieg acht Punkte und einen zusätzlichen Punkt für die schnellste Rennrunde, währenddessen Trintignant in diesem Rennen ohne Punkte blieb. Es war sein insgesamt dritter und letzter Sieg beim Großen Preis von Belgien. Farina lag in der Fahrerwertung nach dem Rennen einen Punkt hinter Trintignant auf Position drei, Moss rückte auf den fünften Platz vor.

## Meldeliste
| Team                      | Nr. | Fahrer              | Chassis                 | Motor                | Reifen |
| ------------------------- | --- | ------------------- | ----------------------- | -------------------- | ------ |
| Scuderia Ferrari          | 02  | Giuseppe Farina     | Ferrari 555 Supersqualo | Ferrari 2.5 L4       | E      |
| Scuderia Ferrari          | 04  | Maurice Trintignant | Ferrari 555 Supersqualo | Ferrari 2.5 L4       | E      |
| Scuderia Ferrari          | 04  | Harry Schell        | Ferrari 555 Supersqualo | Ferrari 2.5 L4       | E      |
| Scuderia Ferrari          | 06  | Paul Frère          | Ferrari 555 Supersqualo | Ferrari 2.5 L4       | E      |
| Daimler-Benz AG           | 10  | Juan Manuel Fangio  | Mercedes-Benz W 196     | Mercedes-Benz 2.5 L8 | C      |
| Daimler-Benz AG           | 12  | Karl Kling          | Mercedes-Benz W 196     | Mercedes-Benz 2.5 L8 | C      |
| Daimler-Benz AG           | 14  | Stirling Moss       | Mercedes-Benz W 196     | Mercedes-Benz 2.5 L8 | C      |
| Officine Alfieri Maserati | 20  | Jean Behra          | Maserati 250F           | Maserati 2.5 L6      | E      |
| Officine Alfieri Maserati | 22  | Luigi Musso         | Maserati 250F           | Maserati 2.5 L6      | P      |
| Officine Alfieri Maserati | 24  | Roberto Mieres      | Maserati 250F           | Maserati 2.5 L6      | P      |
| Officine Alfieri Maserati | 24  | Jean Behra          | Maserati 250F           | Maserati 2.5 L6      | P      |
| Officine Alfieri Maserati | 40  | Cesare Perdisa      | Maserati 250F           | Maserati 2.5 L6      | P      |
| Ecurie Rosier             | 28  | Louis Rosier        | Maserati 250F           | Maserati 2.5 L6      | P      |
| Scuderia Lancia           | 30  | Eugenio Castellotti | Lancia D50              | Lancia 2.5 V8        | P      |
| Stirling Moss Ltd.        | 38  | Johnny Claes        | Maserati 250F           | Maserati 2.5 L6      | D      |
| Vandervell Products Ltd   | 40  | Mike Hawthorn       | Vanwall VW 55           | Vanwall 2.5 L4       | P      |

Anmerkungen
1. ↑  Harry Schell fuhr den Wagen im Training, Maurice Trintignant im Rennen.
2. ↑  Roberto Mieres fuhr den Wagen 10 Runden, Jean Behra 25 Runden.

## Klassifikationen

### Qualifying
| Pos. | Fahrer              | Konstrukteur | Zeit   | Start |
| ---- | ------------------- | ------------ | ------ | ----- |
| 01   | Eugenio Castellotti | Lancia       | 4:18,1 | 01    |
| 02   | Juan Manuel Fangio  | Mercedes     | 4:18,6 | 02    |
| 03   | Stirling Moss       | Mercedes     | 4:19,2 | 03    |
| 04   | Giuseppe Farina     | Ferrari      | 4:20,9 | 04    |
| 05   | Jean Behra          | Maserati     | 4:23,6 | 05    |
| 06   | Karl Kling          | Mercedes     | 4:24,0 | 06    |
| 07   | Luigi Musso         | Maserati     | 4:26,4 | 07    |
| 08   | Paul Frère          | Ferrari      | 4:29,7 | 08    |
| 09   | Mike Hawthorn       | Vanwall      | 4:33,0 | 09    |
| 10   | Maurice Trintignant | Ferrari      | 4:33,2 | 10    |
| 11   | Cesare Perdisa      | Maserati     | 4:50,9 | 11    |
| 12   | Louis Rosier        | Maserati     | 4:55,4 | 12    |
| 13   | Roberto Mieres      | Maserati     | 5:09,0 | 13    |

### Rennen
| Pos. | Fahrer                    | Konstrukteur | Runden | Stopps | Zeit       | Start | Schnellste Runde |
| ---- | ------------------------- | ------------ | ------ | ------ | ---------- | ----- | ---------------- |
| 01   | Juan Manuel Fangio        | Mercedes     | 36     |        | 2:39:29,0  | 02    | 4:20,6 (18.)     |
| 02   | Stirling Moss             | Mercedes     | 36     |        | + 8,1      | 03    |                  |
| 03   | Giuseppe Farina           | Ferrari      | 36     |        | + 1:40,5   | 04    |                  |
| 04   | Paul Frère                | Ferrari      | 36     |        | + 3:25,5   | 08    |                  |
| 05   | Roberto Mieres Jean Behra | Maserati     | 35     |        | + 1 Runde  | 13    |                  |
| 06   | Maurice Trintignant       | Ferrari      | 35     |        | + 1 Runde  | 10    |                  |
| 07   | Luigi Musso               | Maserati     | 34     |        | + 2 Runden | 07    |                  |
| 08   | Cesare Perdisa            | Maserati     | 33     |        | + 3 Runden | 11    |                  |
| 09   | Louis Rosier              | Maserati     | 33     |        | + 3 Runden | 12    |                  |
| –    | Karl Kling                | Mercedes     | 21     |        | DNF        | 06    |                  |
| –    | Eugenio Castellotti       | Lancia       | 16     |        | DNF        | 01    |                  |
| –    | Mike Hawthorn             | Vanwall      | 8      |        | DNF        | 09    |                  |
| –    | Jean Behra                | Maserati     | 3      |        | DNF        | 05    |                  |
| DNS  | Johnny Claes              | Maserati     | –      | –      | –          | –     | –                |
| DNS  | Harry Schell              | Ferrari      | –      | –      | –          | –     | –                |

Anmerkungen
1. ↑  Claes konnte aufgrund von Motorproblemen nicht am Rennen teilnehmen
2. ↑  Schell musste seinen Wagen Trintignant übergeben und startete somit nicht zum Rennen

## WM-Stand nach dem Rennen
Die ersten fünf bekamen 8, 6, 4, 3 bzw. 2 Punkte; einen Punkt gab es für die schnellste Runde. Es zählten nur die fünf besten Ergebnisse aus sieben Rennen.

### Fahrerwertung
| Pos. | Fahrer                | Konstrukteur | Punkte |
| ---- | --------------------- | ------------ | ------ |
| 01   | Juan Manuel Fangio    | Mercedes     | 19     |
| 02   | Maurice Trintignant   | Ferrari      | 11,3   |
| 03   | Giuseppe Farina       | Ferrari      | 10,3   |
| 04   | Bob Sweikert          | Kurtis Kraft | 8      |
| 05   | Stirling Moss         | Mercedes     | 7      |
| 06   | Eugenio Castellotti   | Lancia       | 6      |
| 07   | Jimmy Davies          | Kurtis Kraft | 4      |
| 08   | Paul Frère            | Ferrari      | 3      |
| 09   | Roberto Mieres        | Maserati     | 3      |
| 10   | Jean Behra            | Maserati     | 3      |
| 11   | Tony Bettenhausen     | Kurtis Kraft | 3      |
| 12   | Paul Russo            | Kurtis Kraft | 3      |
| 13   | Johnny Thomson        | Kuzma        | 3      |
| 14   | José Froilán González | Ferrari      | 2      |
| 15   | Cesare Perdisa        | Maserati     | 2      |
| 16   | Luigi Villoresi       | Lancia       | 2      |
| 17   | Umberto Maglioli      | Ferrari      | 1,3    |
| 18   | Hans Herrmann         | Mercedes     | 1      |
| 19   | Karl Kling            | Mercedes     | 1      |
| 20   | Walt Faulkner         | Kurtis Kraft | 1      |

| Pos. | Fahrer            | Konstrukteur       | Punkte |
| ---- | ----------------- | ------------------ | ------ |
| 21   | Bill Homeier      | Kurtis Kraft       | 1      |
| 22   | Bill Vukovich †   | Kurtis Kraft       | 1      |
| 23   | Louis Chiron      | Lancia             | 0      |
| 24   | Harry Schell      | Maserati / Ferrari | 0      |
| 25   | Jacques Pollet    | Gordini            | 0      |
| 26   | Luigi Musso       | Maserati           | 0      |
| 27   | Piero Taruffi     | Ferrari            | 0      |
| 28   | Louis Rosier      | Maserati           | 0      |
| –    | Sergio Mantovani  | Maserati           | 0      |
| –    | Clemar Bucci      | Maserati           | 0      |
| –    | Carlos Menditéguy | Maserati           | 0      |
| –    | Jésus Iglesias    | Gordini            | 0      |
| –    | Alberto Uria      | Maserati           | 0      |
| –    | Alberto Ascari †  | Lancia             | 0      |
| –    | Élie Bayol        | Gordini            | 0      |
| –    | Pablo Birger      | Gordini            | 0      |
| –    | Robert Manzon     | Gordini            | 0      |
| –    | André Simon       | Mercedes           | 0      |
| –    | Mike Hawthorn     | Vanwall            | 0      |